# GM Korea
La GM Korea è una casa automobilistica sudcoreana, la cui nascita risale al 1937 come National Motor, diventata in seguito Saenara Motor nel 1962. Dal 1982 divenne Daewoo Motors e nel 2001 entrò a far parte del gruppo General Motors, che dopo averla rilevata l'ha rinominata dapprima GM Daewoo Auto & Technology Co e, a partire dal marzo 2011, con l'attuale denominazione.

## Storia
Dopo aver iniziato la produzione assemblando vetture giapponesi per il mercato interno e avere stretto per alcuni anni un accordo con la Toyota, iniziò i suoi rapporti di collaborazione con il gruppo General Motors già nel 1972.
La prima vettura a marchio Daewoo Motor non derivata da altri modelli è stata la Lanos, che è stata introdotta alla fine del 1996 nelle varianti a tre, quattro e cinque porte; il design era stato affidato all'italiana Italdesign di Giorgetto Giugiaro.
Nel febbraio 1997 è la volta della Nubira, primo modello Daewoo ad essere prodotto nel nuovo stabilimento automobilistico di Gunsan. Tale progetto è stato affidato a I.DE.A Istituto Italiano di design. Nel marzo 1997, è stata la volta della Leganza disegnato nuovamente da Giorgetto Giugiaro prendendo in prestito alcuni spunti stilistici della concept car Jaguar Kensington del 1990.
Nel 1998 è stato introdotto uno dei più noti modelli di Daewoo, la Matiz. Il progetto si basa sul prototipo di Giugiaro del 1992 chiamato "Lucciola" una concept car che avrebbe dovuto prefigurare una nuova superutilitaria Fiat. Questa vettura è diventato il best seller di Daewoo Motor per i successivi quattro anni. Nel 1999, la Daewoo ha presentato il Magnus, che era uno sviluppo del Leganza. Venduta in Corea, a fianco del Leganza, fino alla fine della produzione di quest'ultimo, nel 2002, esisteva in due varianti: classica e sportiva. Il minivan Rezzo è stato introdotto nei primi mesi del 2000. Matiz, Lanos e Nubira hanno ottenuto un restyle nel 2001. Nel 2002, il Magnus L6 è stata  equipaggiata con il primo motore di Daewoo sei cilindri in linea, con una nuova griglia frontale e nuove luci. Lo stesso anno, Daewoo ha presentato anche l'utilitaria Kalos, progettato per sostituire le Lanos.
Sul mercato europeo venne inoltre messa in vendita la Tico basata sulla Suzuki Alto con una lunghezza maggiorata a 334 cm, 5 porte e portellone posteriore modificato. Tale vettura  stata prodotta in Romania e in Polonia (nello stabilimento della FSO). Ancora nel 2009 un'ulteriore revisione di questo modello è stata proposta in Cina dalla Zotye.
Dopo alcune traversie finanziarie entrò a far parte del gruppo Daewoo, uno dei maggiori conglomerati sud coreani del tempo; la crisi finanziaria asiatica del 1997 si fece però sentire anche in Daewoo. Dopo aver acquisito nel 1998 la connazionale SsangYong Motor Company dovette rivenderla nel 2000.
Iniziarono quindi le trattative per la vendita del comparto automobilistico che coinvolsero anche altri grandi gruppi mondiali ma che videro infine prevalere la General Motors. Dal 2001 il settore automobili passò integralmente sotto il suo controllo, mentre il settore che seguiva i veicoli industriali venne scisso dalle altre attività.
Il marchio Daewoo era approdato sul mercato europeo con i modelli Nexia, basata sull'Opel Kadett, e con la berlina Espero, ma è con la Matiz, disegnata da Giugiaro, che la casa coreana ha ottenuto i primi successi.
Dal 2005 la GM Daewoo Auto & Technology Co. produce la maggior parte delle auto marchiate Chevrolet destinate al mercato europeo.
Nello smembramento dell'azienda in seguito alla crisi, la divisione veicoli commerciali era stata ceduta all'indiana Tata Group che l'ha rinominata Tata Daewoo Commercial Vehicle.
Tra la fine del 2011 e l'inizio del 2012 la GM Korea ha introdotto il marchio Chevrolet anche sul mercato locale, rimpiazzando definitivamente il marchio Daewoo; di conseguenza tutti i precedenti modelli sono stati ribattezzati secondo la nomenclatura globale prevista dalla divisione americana.